# Moreilândia
Moreilândia es un municipio brasileño del estado de Pernambuco. Administrativamente, el municipio está formado por los distritos sede y Carimirim. Tiene una población estimada al 2020 de 11 270 habitantes.

## Historia
Durante la gran sequía de 1877, varios agricultores de Ceará dejaron sus tierras en búsqueda de localidades donde hubiera agua para consumo humano y animal. Fue el caso de Claudiano Alves Moreira, que vino de Iguatu, en el Ceará, con su familia y rebaño. Se dirigía probablemente al valle del Río San Francisco. Sin embargo, al atravesar el sertão pernambucano, encontró una región despejada perteneciente a la parroquia de Granito, donde las tierras eran fértiles. Al cruzar un riacho, observó pozos de agua, lo que lo hizo suponer la existencia de agua subterránea accesibles, lo que fue confirmado. Se establecieron en la localidad y fueron sus primeros habitantes. Establecieron una casa de campo de frutas. Luego el lugar pasó a ser llamado Casa de campo de Moreira (Sítio dos Moreira).
La región se prestaba para las actividades agropecuarias y fue desarrollándose a partir de esta actividad.  La primera iglesia fue construida por José Alves Lopes, dedicada la Santa Teresitaa y concluida en 1930.  La primera feria libre ocurrió en 1935.
El distrito fue creado el 10 de mayo de 1957, desglosado del distrito de Carimirim, subordinado al municipio de Serrita. Por la ley provincial n.º 4.965, del 20 de diciembre de 1963 fue constituido en municipio autónomo y fue instalado el 19 de mayo de 1964.
Conforme a la ley orgánica municipal fue realizado el 31 de mayo de 1991, un plebiscito que buscó el cambio del nombre del municipio. La ley municipal n.º 84/91, por voto popular cambió el nombre de Sítio dos Moreiras para Moreilândia.

## Geografía
Se localiza a una latitud 7°37′51″ sur y la una longitud 39º33'04" oeste, estando a una altitud de 502 metros.